# Nucleo speleo-alpino-fluviale

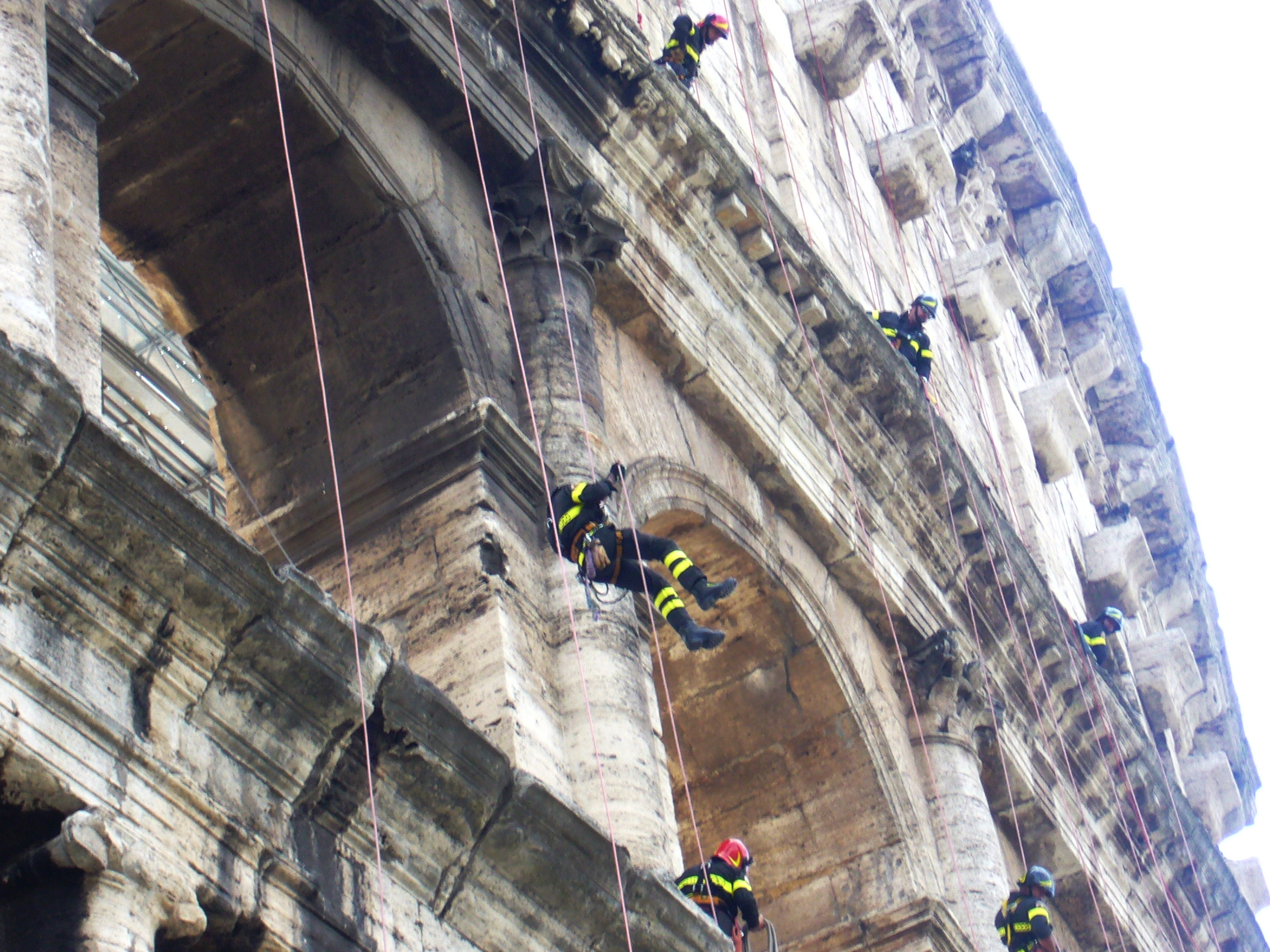
Vigili del Fuoco del nucleo SAF mentre si calano dal Colosseo, dopo aver rimosso il grande tricolore installato per la Festa della Repubblica

Il nucleo speleo-alpino-fluviale (SAF) è una tipologia di unità operativa del Corpo Nazionale dei Vigili del fuoco della Repubblica Italiana.
Esso fa parte dell'alta qualificazione dei Vigili del fuoco italiani e si occupa di soccorsi in altezza, profondità e fluviale inteso come interventi in superficie in acque mosse (fiumi, torrenti e acque alluvionali) realtà urbane, industriali o in ambienti impervi (ipogei-alpini-fluviali), in quegli interventi dove tali tecniche siano richieste e necessarie per lavorare, garantendo una maggiore sicurezza dei soccorritori e delle vittime.

## Storia
Il progetto SAF nasce dall'esigenza a livello centrale di uniformare le tecniche di intervento in uso nei vari comandi o dai singoli operatori.
Nel 1997 viene formata la prima commissione tecnica nazionale e l'anno successivo viene organizzato il corso di standardizzazione e formazione gruppo esperti.
Il gruppo esperti assieme alla commissione tecnica nazionale redige il primo manuale tecniche SAF.

## Formazione
I livelli di formazione sono: 1A, 1B, 2A e 2B (elisoccorritori abilitati a calarsi dagli elicotteri), e fluviale, non considerato propriamente un livello ma un'integrazione.
È comunque indispensabile per proseguire la formazione oltre il livello 1B. I livelli "A" formano gli operatori a lavorare in squadra, i livelli "B" a espletare manovre di soccorso e movimento su corde da soli, coadiuvando comunque l'operato delle squadre presenti. Man mano che si progredisce nei livelli vengono acquisite maggiori nozioni sui materiali e sulle manovre. Tutti gli operatori devono essere inoltre formati T.P.S.S. (tecniche primo soccorso sanitario a traumatizzati e non).

## Equipaggiamento
Vengono utilizzati materiali come corde tessili di tipo semistatico e dinamico, bloccanti, discensori, carrucole, ecc.
Gli operatori hanno un equipaggiamento di tipo "alpinistico": imbraco, moschettoni (minimo 22 kN), discensori (gi-gi, gri-gri, speleo stop), bloccanti (shunt, basic, maniglia per risalita, ventrale croll), fettucce, spezzoni di corda e caschetto.
Molti di questi materiali differiscono dai normali dispositivi alpinistici sportivi, in quanto devono rispondere ai requisiti di sicurezza per i lavoratori; anche le norme di riferimento in molti casi sono differenti.
La parte delle tecniche fluviali prevede l'uso di gommoni da rafting, utilizzato anche insieme a manovre con corde, per il soccorso in acque chiuse e in corrente. Gli operatori sono formati anche con tecniche di recupero uomo a uomo di pericolanti in corrente (uomo al guinzaglio), o bloccati in mezzo alle acque (tirolese "telfer" e simili). Gli operatori sono equipaggiati con mute in neoprene rinforzate, scarponcini, giacche da acqua, giubbotto di galleggiamento (con sgancio rapido), caschetto e corda da lancio.
Questo brevetto, fortemente legato al settore acquatico, dal 2016 viene ricollocato nel settore CRA (contrasto rischio acquatico) composto da Sommozzatori, Soccorritori Acquatici ed appunto Soccorritori Fluviali Alluvionali (ex-fluviali).